# Dicranomyia nephelodes
Dicranomyia nephelodes là một loài ruồi trong họ Limoniidae. Chúng phân bố ở miền Australasia.